# Ulota fernandeziana
Ulota fernandeziana là một loài rêu trong họ Orthotrichaceae. Loài này được Malta mô tả khoa học đầu tiên năm 1927.